# Tempel van Uppsala

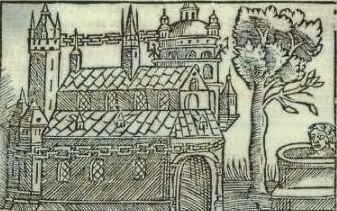
Afbeelding van de Tempel van Uppsala.

De tempel van Uppsala was een religieus centrum binnen de Noordse mythologie die zich bevond in het huidige Gamla Uppsala of "Oud Uppsala" in Zweden. Adam van Bremen beschrijft de tempel in zijn 11de-eeuwse werk Gesta Hammaburgensis ecclesiae Pontificum en Snorri Sturluson verwijst ernaar in de Heimskringla uit de 13e eeuw.

## Archeologische vondsten
De archeoloog Sune Lindqvist ontdekte paalgaten na opgravingen onder de kerk van Gamla Uppsala, deze paalgaten kunnen worden verbonden tot concentrische rechthoeken. Vervolgens zijn diverse pogingen ondernomen om de tempel te reconstrueren op basis van deze ontdekking.
Na later archeologisch onderzoek door Price en Alkarp werden sporen van bouwwerken ontdekt waarvan één uit het Bronzen Tijdperk stamt.

## Theorieën
Historicus Rudolf Simek beweert dat het bestaan van een tempel in Uppsala onomstreden is maar dat de bronnen van Adam van Bremen niet allemaal even betrouwbaar zijn. Zo merkt Simek op dat enkele details beïnvloed kunnen zijn door de beschrijving van de tempel van Salomo in het Oude Testament en dat de legende van de "gouden" ketting aan de tempel kan berusten op overdrijving van de auteur. Verder zijn soortgelijke kettingen te vinden aan kerken die dateren uit de 8ste of 9de eeuw.